# Sirolimus
Sirolimus, còn được gọi là rapamycin, là một hợp chất macrolide được sử dụng để phủ lên stent mạch vành, ngăn ngừa thải ghép nội tạng và để điều trị một bệnh phổi hiếm gặp gọi là lymphangioleiomyomatosis. Nó có chức năng ức chế miễn dịch ở người và đặc biệt hữu ích trong việc ngăn chặn sự thải ghép của thận. Nó ức chế kích hoạt tế bào T và tế bào B bằng cách giảm độ nhạy cảm với interleukin-2 (IL-2) thông qua ức chế mTOR.
Nó được sản xuất bởi vi khuẩn Streptomyces hygroscopicus và được phân lập lần đầu tiên vào năm 1972 bởi Surendra Nath Sehgal và các đồng nghiệp từ các mẫu Streptomyces hygroscopicus được tìm thấy trên Đảo Phục Sinh. Hợp chất ban đầu được đặt tên là rapamycin theo tên bản địa của hòn đảo, Rapa Nui. Sirolimus ban đầu được phát triển như một chất chống nấm. Tuy nhiên, việc sử dụng này đã bị từ bỏ khi nó được phát hiện có đặc tính ức chế miễn dịch và chống đông máu mạnh do khả năng ức chế mTOR. Nó được sự chấp thuận của Cục quản lý Thực phẩm và Dược phẩm Hoa Kỳ trong tháng 9 năm 1999 và được bán trên thị trường dưới tên thương mại Rapamune bởi Pfizer (trước đây bởi Wyeth).

## Sử dụng trong y tế
Sirolimus được chỉ định để ngăn ngừa thải ghép nội tạng và điều trị bệnh lymphangioleiomyomatosis (LAM).

### Phòng chống thải ghép
Ưu điểm chính của sirolimus có trên các chất ức chế calcineurin là độc tính thấp đối với thận. Bệnh nhân cấy ghép duy trì thuốc ức chế calcineurin trong thời gian dài có xu hướng phát triển chức năng thận bị suy yếu hoặc thậm chí suy thận mạn tính; điều này có thể tránh được bằng cách sử dụng sirolimus thay thế. Nó đặc biệt thuận lợi ở những bệnh nhân ghép thận do hội chứng tan máu-niệu, vì bệnh này có khả năng tái phát ở thận ghép nếu sử dụng thuốc ức chế calcineurin. Tuy nhiên, vào ngày 7 tháng 10 năm 2008, FDA đã phê duyệt các sửa đổi ghi nhãn an toàn cho sirolimus để cảnh báo nguy cơ giảm chức năng thận liên quan đến việc sử dụng nó. Năm 2009, FDA đã thông báo cho các chuyên gia chăm sóc sức khỏe rằng một thử nghiệm lâm sàng được thực hiện bởi Wyeth cho thấy tỷ lệ tử vong tăng ở bệnh nhân ghép gan ổn định sau khi chuyển từ chế độ ức chế miễn dịch dựa trên chất ức chế calcineurin sang sirolimus.
Sirolimus cũng có thể được sử dụng một mình, hoặc kết hợp với chất ức chế calcineurin (như tacrolimus), và/hoặc mycophenolate mofetil, để cung cấp chế độ ức chế miễn dịch không có steroid. Chữa lành vết thương và giảm tiểu cầu là một tác dụng phụ có thể có của sirolimus; do đó, một số trung tâm cấy ghép không muốn sử dụng nó ngay sau khi phẫu thuật cấy ghép, mà thay vào đó chỉ quản lý nó sau một vài tuần hoặc vài tháng. Vai trò tối ưu của nó trong ức chế miễn dịch vẫn chưa được xác định, và nó vẫn là chủ đề của một số thử nghiệm lâm sàng đang diễn ra.

### Lymphangioleiomyomatosis
Vào ngày 28 tháng 5 năm 2015, FDA đã phê chuẩn sirolimus để điều trị bệnh lymphangioleiomyomatosis (LAM), một bệnh phổi hiếm gặp, tiến triển, chủ yếu ảnh hưởng đến phụ nữ trong độ tuổi sinh đẻ. Điều này làm cho sirolimus trở thành loại thuốc đầu tiên được chấp thuận để điều trị căn bệnh này. LAM liên quan đến thâm nhiễm mô phổi với các tế bào giống như cơ trơn với các đột biến của gen phức tạp xơ cứng củ (TSC2). Mất chức năng gen TSC2 kích hoạt con đường truyền tín hiệu mTOR, dẫn đến việc giải phóng các yếu tố tăng trưởng lymphangiogen. Sirolimus chặn con đường này.
Sự an toàn và hiệu quả của điều trị sirolimus của LAM đã được nghiên cứu trong các thử nghiệm lâm sàng so sánh điều trị sirolimus với nhóm giả dược ở 89 bệnh nhân trong 12 tháng. Các bệnh nhân đã được quan sát trong 12 tháng sau khi điều trị kết thúc. Tác dụng phụ thường gặp nhất của điều trị LAM sirolimus là loét miệng và môi, tiêu chảy, đau bụng, buồn nôn, đau họng, mụn trứng cá, đau ngực, sưng chân, nhiễm trùng đường hô hấp trên, nhức đầu, chóng mặt, đau cơ và tăng cholesterol. Tác dụng phụ nghiêm trọng bao gồm quá mẫn và sưng (phù) đã được quan sát thấy ở bệnh nhân ghép thận.
Trong khi sirolimus được xem xét để điều trị LAM, nó đã nhận được tình trạng chỉ định sản phẩm mồ côi vì LAM là một tình trạng hiếm gặp. Việc phát triển sản phẩm được hỗ trợ một phần bởi Chương trình tài trợ sản phẩm mồ côi của FDA, nơi cung cấp tài trợ cho các nghiên cứu lâm sàng về an toàn và/hoặc hiệu quả của sản phẩm để sử dụng trong các bệnh hoặc tình trạng hiếm gặp.
Sự an toàn của điều trị LAM bằng sirolimus ở bệnh nhân dưới 18 tuổi chưa được thử nghiệm.

## Chống chỉ định
Sirolimus chống chỉ định ở những người có tiền sử quá mẫn với thuốc.